# Nyírgyulaj
Nyírgyulaj là một thị trấn thuộc hạt Szabolcs-Szatmár-Bereg, Hungary. Thị trấn này có diện tích 35,76 km², dân số năm 2010 là 2002 người, mật độ 56 người/km².